# Tjärnen (Grundsunda socken, Ångermanland, 702531-166196)
Tjärnen är en sjö i Örnsköldsviks kommun i Ångermanland och ingår i Gideälven-Idbyåns kustområde.